# 伽师县
伽师县（維吾爾語：پەيزاۋات ناھىيىسى‎）是中国新疆维吾尔自治区喀什地区所辖的一个县。
2020年1月19日，伽师发生6.4级地震，造成1人死亡和2人受伤。

## 名称
伽师县的维吾尔语名称“排孜阿瓦提”源自波斯语“费扎巴德”。由于波斯语原名严重破坏维吾尔语元音和谐，该名称在维吾尔语中存在接近波斯语源的拼法和更维吾尔化（元音部分和谐化）的拼法，这造成了该县名在欧美语言中的音译混乱。尽管中国政府要求各国使用汉语拼音字母音译中国标准维吾尔文，其他拼法依然常见。
| 类别     | 原文 | 拼音          | 新维文   | 拉丁维文 | 西里尔维文 |
| -------- | ---- | ------------- | -------- | -------- | ---------- |
| 波斯语源 | ‎     | (Fäyz aabaad) |          |          |            |
| 近源拼读 | ‎     | Päyzawat      | Pəyzavat | Peyzawat | Пәйзават   |
| 维化拼读 | ‎     | Päyziwat      | Pəyzivat | Peyziwat | Пәйзиват   |

汉名“伽师”则源于光绪二十八年设县时，取唐代“迦师”为县名。其时距左宗棠收复新疆及废除伯克制不长，并未对唐迦师的具体位置做考古就嫁名于此，使汉语“伽师”与“喀什”形成双式词指代不同的新疆政区。今多认为唐迦师位于喀什市附近（如汗诺依遗址、艾斯克萨遗址等说法不一）。

## 人口
2020年末，根據全國第七次人口普查數據顯示：全县常住人口为424821人。

## 行政区划
伽师县下辖6个镇、7个乡：
巴仁镇、西克尔库勒镇、夏普吐勒镇、卧里托格拉克镇、克孜勒博依镇、和夏阿瓦提镇、铁日木乡、英买里乡、江巴孜乡、米夏乡、克孜勒苏乡、古勒鲁克乡和玉代克力克乡。